# National Science Foundation
Fundația Națională de Științe din Statele Unite (în engleză National Science Foundation, NSF) este o agenție guvernamentală americană ce susține procesele de cercetare și educație în toate domeniile non-medicale ale științei și ingineriei. Corespondenta sa pentru științe medicale este National Institutes of Health. Cu un buget anual de aproximativ 6 miliarde de dolari (pe anul fiscal 2008), NSF finanțează aproximativ 20% din cercetările elementare susținute de guvernul federal și întreprinse de colegiile și universitățile din țară. În unele domenii, cum ar fi matematica, informatica, economia și științele sociale, NSF este principala sursă de finanțare guvernamentală.
Directorul NSF, directorul adjunct, împreună cu cei 24 de membri ai National Science Board (NSB) sunt numiți de Președintele Statelor Unite, și confirmați în funcție de Senatul Statelor Unite. Directorul și directorul adjunct sunt responsabili de administrarea, planificarea și bugetarea operațiunilor de zi cu zi ale fundației, în vreme ce NSB se întrunește de șase ori pe an pentru a stabili politicile de ansamblu.